# Карстен, Екатерина Анатольевна
Екатери́на Анато́льевна Ка́рстен (бел. Кацярына Анатольеўна Карстэн, нем. Ekaterina Karsten, урождённая Ходото́вич (бел. Хадатовіч); р. 2 июня 1972, деревня Осечено, Крупский район, Минская область) — советская и белорусская гребчиха (парные лодки). Первая двукратная олимпийская чемпионка в истории независимой Беларуси (1996, 2000); шестикратная чемпионка мира (1997, 1999, 2005—2007, 2009) в гребле на одиночке.
Заслуженный мастер спорта СССР (1992). Первый в истории полный кавалер белорусского ордена Отечества (2008).

## Биография
Академической греблей занимается с 1987 года. Как вспоминал Анатолий Квятковский, он разослал приглашения в районные спорткомитеты Минской области с целью найти рослых школьников, желающих заниматься этим видом спорта — и из Крупского района получил ответ.
Первый крупный успех пришёл в 1990 году — тогда Екатерина стала чемпионкой мира среди юниорок, выполнив норматив мастера спорта. В финальном заезде победительницу определил фотофиниш — разрыв с болгаркой Румяны Нейковой составил 0,01 с. В том же году Екатерина заняла второе место на чемпионате СССР.
В 1991 году Ходотович стала 3-кратной чемпионкой СССР и бронзовым призёром чемпионата мира в двойке (с украинкой Сарией Закировой). В 1992 году четвёрка, составленная Квятковским — Екатерина Ходотович, Антонина Зеликович, Татьяна Устюжанина, Елена Хлопцева — завоевала бронзовую медаль Олимпийских игр, оказавшуюся единственной медалью Объединённой команды в академической гребле.
В независимой Беларуси неудачи пары Ходотович — Хлопцева, дефицит сборов и инвентаря заставили Екатерину рассматривать предложение о переезде в Россию. После вмешательства гостренера Валерия Гайдука с Ходотович был заключён контракт, по которому ей были предоставлены условия для подготовки — в ответ ставилась задача попасть в шестёрку. 7-е место на чемпионате мира 1995 года позволило ей получить олимпийскую лицензию.
Перед Олимпийскими играми 1996 года фаворитами считались опытная канадка Силкен Лауман и молодая датчанка Трине Хансен. Выиграв предварительный заезд, Ходотович попала в один полуфинал с Лауманн. Как позже вспоминала Екатерина, по совету тренера она, когда канадка сделала финишное ускорение, пропустила ту вперёд, имитировав усталость. В финале же Ходотович за 250 м до финиша начала финишный спурт, оказавшийся для Лауманн полной неожиданностью, и выиграла больше корпуса лодки (2,94 с).
В 1997 году Ходотович была безоговорочным лидером — она выиграла все гонки, включая этапы Кубка мира и чемпионат мира.
В 1995 году во время сборов в Бресте познакомилась с немецким бизнесменом Вильфридом Карстеном; в 1998 году вышла за него замуж и 9 мая родила дочь Александру. С 1997 года живёт в Германии: в Потсдаме, позднее переехала в Кёльн.
Тренеры:
- 1987—2003 — Анатолий Квятковский;
- с 2003 — Норберт Ладерман (Германия).

29 августа 2019 года в возрасте 47 лет на пресс-конференции в НОК Республики Беларусь объявила о завершении профессиональной карьеры.

## Политические взгляды
Подписала открытое письмо спортивных деятелей страны, выступающих за действующую власть Беларуси после жёстких подавлений протестов в 2020 году.

## Спортивные достижения
Выступала: в 1991 году — за СССР, в 1992 году — за Объединённую команду от Беларуси, с 1996 года — за Беларусь.
| Год  | Соревнование     | Одиночка  | Двойка парная | Четвёрка парная |
| ---- | ---------------- | --------- | ------------- | --------------- |
| 1991 | Чемпионат мира   |           | 3-е место     |                 |
|      |                  |           |               |                 |
| 1992 | Олимпийские игры |           |               | 3-е место       |
|      |                  |           |               |                 |
| 1993 | Чемпионат мира   |           | 7-е место     |                 |
| 1994 | Чемпионат мира   |           | 5-е место     |                 |
| 1995 | Чемпионат мира   | 7-е место |               |                 |
| 1996 | Олимпийские игры | чемпионка |               |                 |
| 1997 | Чемпионат мира   | чемпионка |               |                 |
| 1999 | Чемпионат мира   | чемпионка |               |                 |
| 2000 | Олимпийские игры | чемпионка |               |                 |
| 2001 | Чемпионат мира   | 3-е место | 3-е место     |                 |
| 2002 | Чемпионат мира   | 2-е место |               | 3-е место       |
| 2003 | Чемпионат мира   | 3-е место |               | 2-е место       |
| 2004 | Олимпийские игры | 2-е место |               |                 |
| 2005 | Чемпионат мира   | чемпионка |               |                 |
| 2006 | Чемпионат мира   | чемпионка |               |                 |
| 2007 | Чемпионат мира   | чемпионка |               |                 |
| 2008 | Олимпийские игры | 3-е место |               |                 |
| 2009 | Чемпионат мира   | чемпионка |               |                 |
| 2009 | Чемпионат Европы | чемпионка |               |                 |
| 2010 | Чемпионат Европы | чемпионка |               |                 |
| 2010 | Чемпионат мира   | 2-е место |               |                 |
| 2011 | Чемпионат мира   | 2-е место |               |                 |
| 2012 | Олимпийские игры | 5-е место |               |                 |

Чемпионка СССР 1991 в одиночке, двойке и четвёрке парной. Чемпионка СНГ 1992 в двойке и четвёрке парной.
Чемпионка мира среди юниоров 1990 в одиночке.
Победительница Игр доброй воли 1994 года.

## Награды и премии
- Орден Отечества I степени (17 июля 2008) — за достижения высоких спортивных результатов на международных соревнованиях, успешную учебно-тренировочную работу по подготовке выдающихся спортсменов[9]
- Орден Отечества II степени (17 сентября 2004) — за достижение высоких спортивных результатов на XXVIII летних Олимпийских играх 2004 года в г. Афины (Греция), большой личный вклад в развитие физической культуры и спорта[10]
- Орден Отечества III степени (13 октября 2000) — за достижение высоких спортивных результатов на XXVII летних Олимпийских играх 2000 года в Сиднее (Австралия), большой личный вклад в развитие физической культуры и спорта[11]
- Орден Почёта (24 декабря 1997) — за достижение высоких спортивных результатов, большой вклад в развитие физической культуры и спорта[12]
- Медаль «За трудовые заслуги» (8 сентября 2008) — за достижение высоких спортивных результатов на XXІX летних Олимпийских играх 2008 года в г. Пекине (КНР), большой личный вклад в развитие физической культуры и спорта[13]
- Почётная грамота Верховного Совета Республики Беларусь (23 сентября 1992) — за достижение высоких спортивных результатов на XXV летних Олимпийских играх в Барселоне[14]
- Почётная грамота Президента Российской Федерации (30 июля 2010) — за большой вклад в развитие сотрудничества с Российской Федерацией в области спорта[15]
- Заслуженный мастер спорта СССР (1992)
- Лучшая спортсменка года Беларуси (1996)[16]
- Лауреат премии «Белорусский спортивный Олимп» (2008)[17]
- Человек года по версии газеты «Прессбол» (2019)[18]